# John Brown & Company
John Brown and Company vid Clydebank var ett brittiskt skeppsvarv. Varvet i Glasgow byggde bland annat fartygen RMS Lusitania, HMS Hood, HMS Repulse, RMS Queen Mary, RMS Queen Elizabeth och Queen Elizabeth 2. Mellan år 1900 och 1950-talet ansågs varvet vara ett av världens främsta. Därefter  blev det allt svårare att konkurrera med varv i Östeuropa och Asien. 1968 gick företaget ihop med andra närliggande varv och bildade Upper Clyde Shipbuilders consortium (UCSC).

## Historia

### J&G Thomson

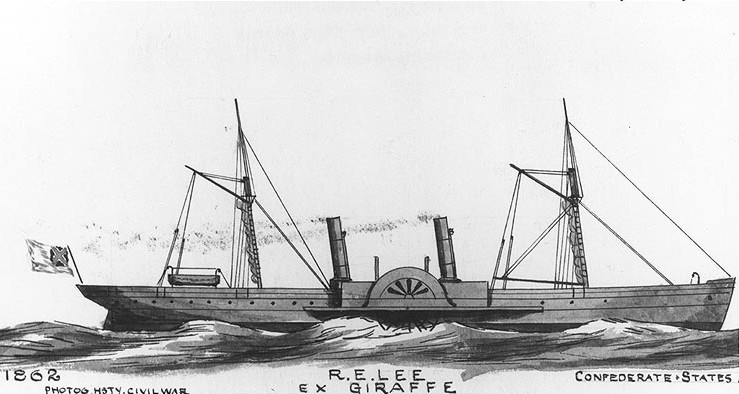
CSS Robert E. Lee

År 1851 grundade bröderna James och George Thomson ett skeppsvarv i Govan och året därpå sjösattes SS Jackal. Sedan följde flera fartyg för Cunard Line och de blev kända för sina snabba passagerarfartyg. J&G Thomson byggde flera snabba fartyg för Amerikas konfedererade stater. Varvet växte snabbt och behövde flytta till en by längre ut mot havet. Verkstäder och arbetarbostäder byggdes, byn växte och fick namnet Clydebank. På 1880-talet började varvet utveckla ny skeppsbyggnadsteknik och byggde flera örlogsfartyg. Thomson-familjen sålde varvet till John Brown & Company 1899.

### John Brown & Company

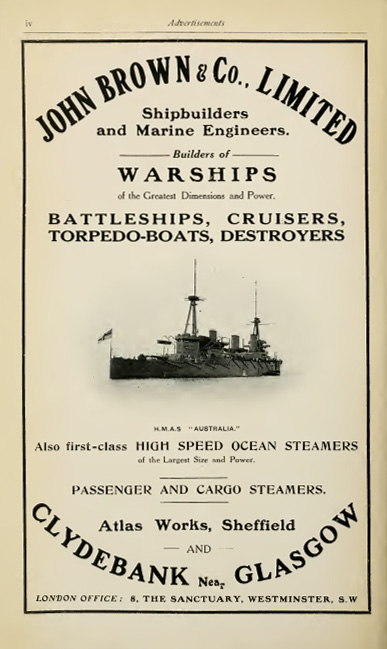
John Brown annons 1915

Företaget hade tillverkat många komponenter till fartyg och satsade på skeppsbyggnad vid Clydebank. De utvecklade den amerikanska Curtisturbinen. Amiralitetet imponerades av den nya Brown-Curtis turbinen och beställde flera större örlogsfartyg från Clydebank. Cunard Line beställde sin stora atlantångare RMS Lusitania. 1907 köpte företaget aktier i det irländska varvet Harland and Wolf och fick därmed kontroll över sin svåraste konkurrent. Därmed fick John Brown & Co. Beställningar av flera linjefartyg och kylfartyg på traden med Australien och Nya Zeeland.
Under första världskriget var det svårt att få tillräckligt med skickliga arbetare och varvet utvecklade byggnadsteknik och anställde kvinnlig arbetskraft. Två slagkryssare, HMS Hood och HMS Repulse byggdes och nästan varje månad levererades en jagare.
Under depressionen på 1930-talet överlevde företaget genom att bygga de stora atlantångarna RMS Queen Mary och RMS Queen Elizabeth för Cunard Line. Under andra världskriget byggdes slagskeppen Duke of York, Vanguard och hangarfartyget Indefatigable. Efter krigets slut blev efterfrågan på handelsfartyg stor och även några passagerarfartyg byggdes, bland annat M/S Kungsholm för Svenska Amerikalinjen och det brittiska kungaskeppet HMY Britannia. I mitten på 1960-talet minskade lönsamheten för John Brown & Co, och varvet gick samman med andra varv och i konsortiet Upper Clyde Shipbuilders konsortium (USCS). UCSC köptes av Marathon Oil, som byggde oljeplattformar för Nordsjön. Företagets mekaniska verkstad fortsatte sin verksamhet, men år 2000 lades även denna ner vid Clydebank.

## Några kända fartyg

### Byggda vid J&G Thomson

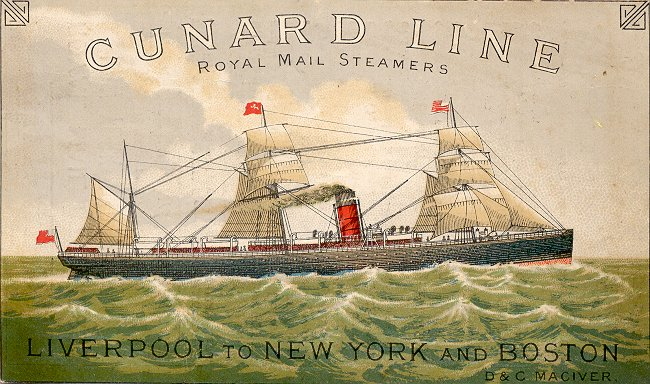
S/S Bothnia, Cunard, 1874
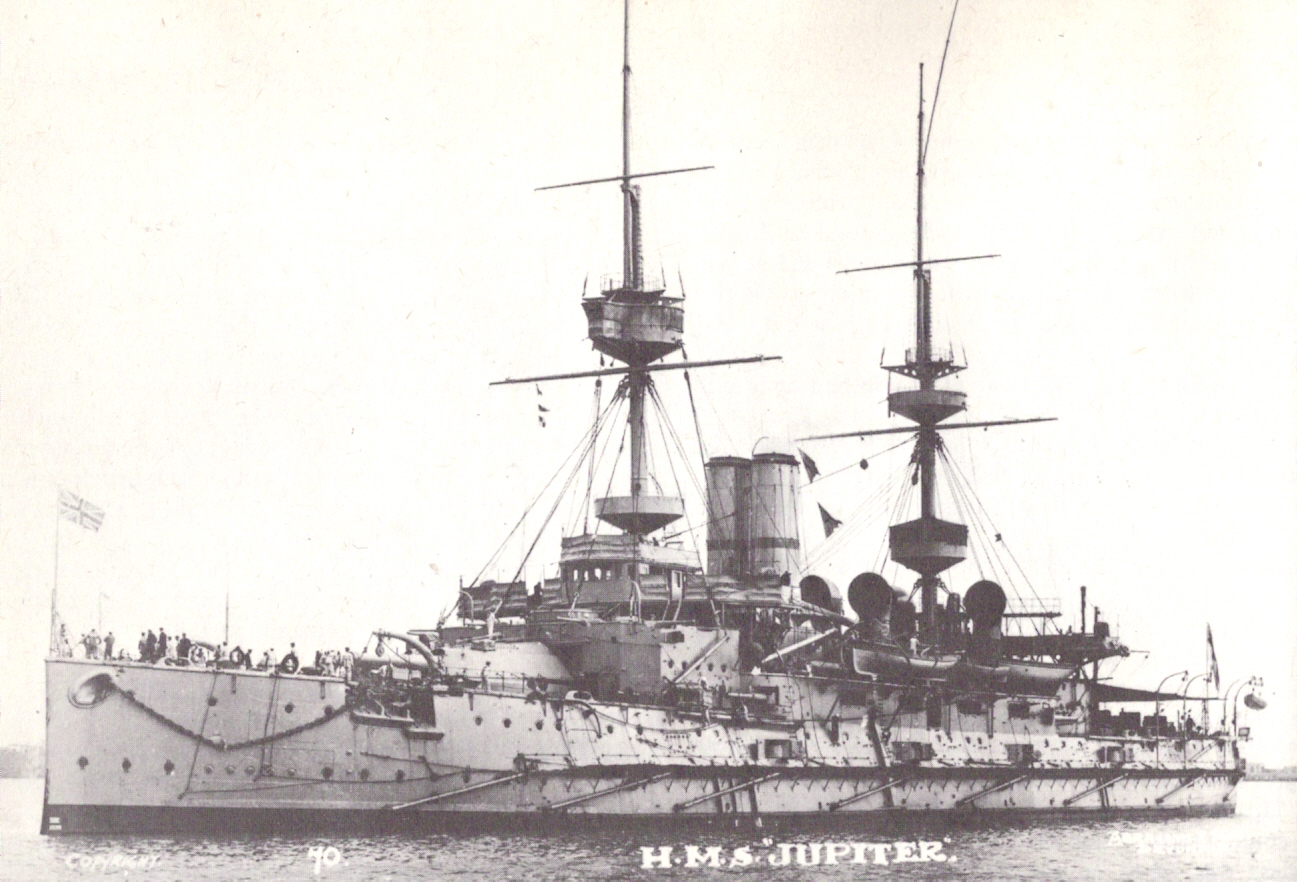
HMS Jupiter, 1891
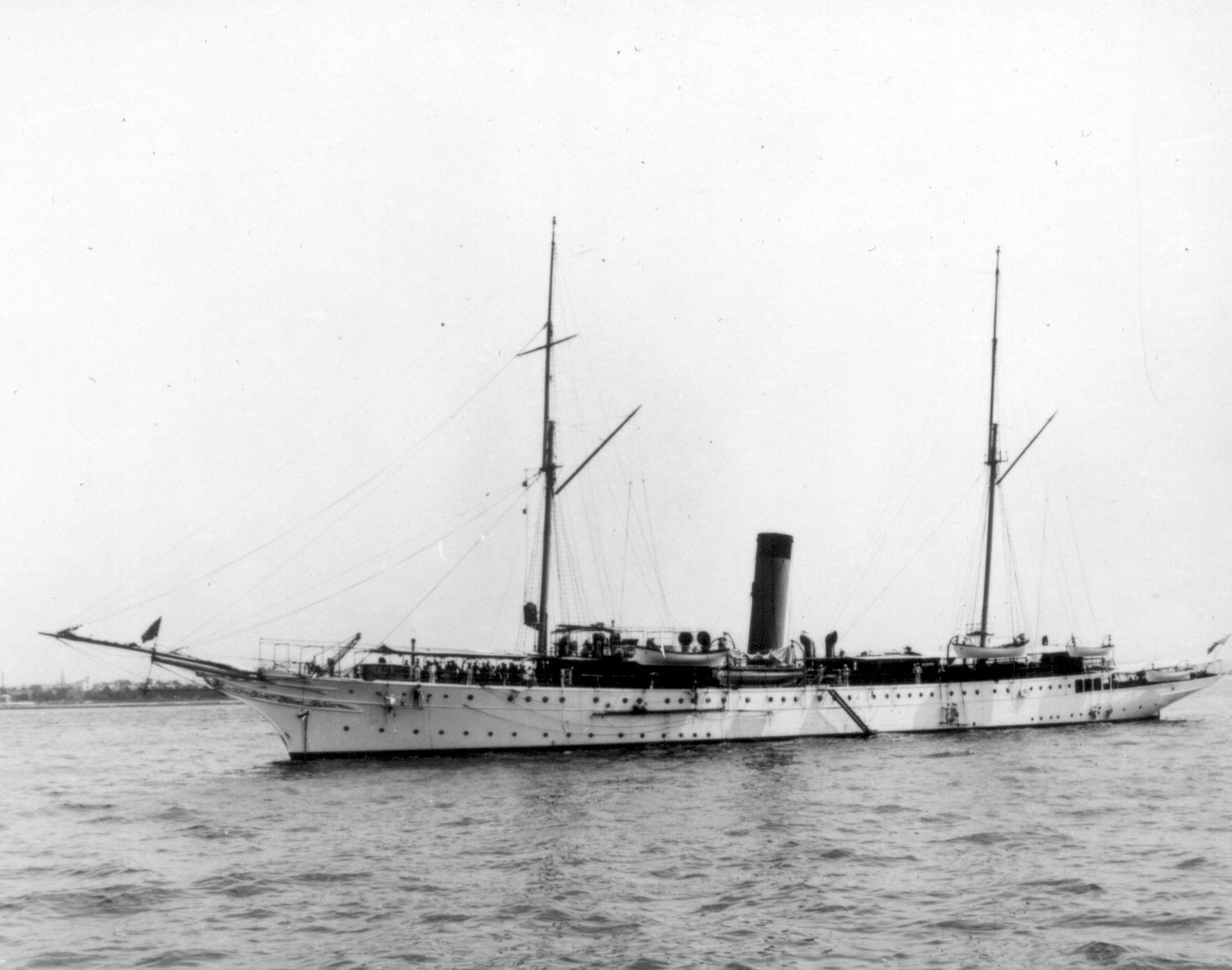
USS Mayflower PY-1

### Byggda vid John Brown & Co.

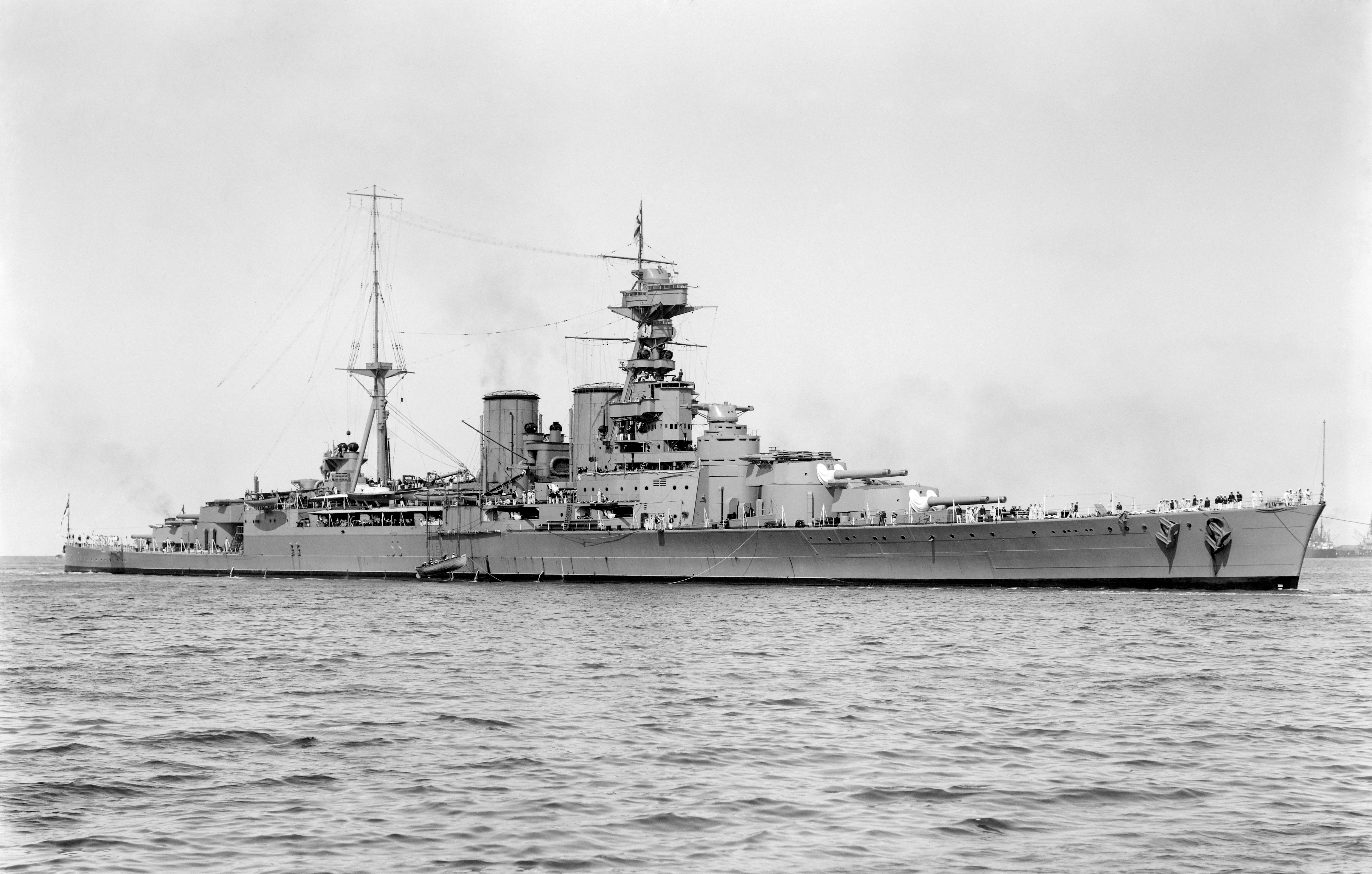
HMS Hood, 1924
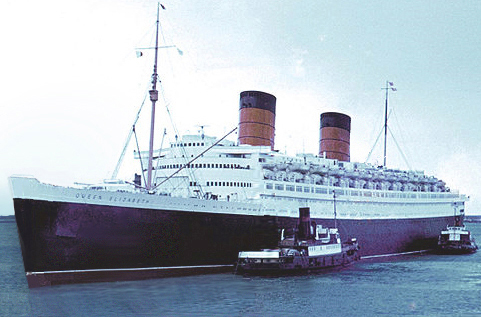
RMS Queen Elizabeth
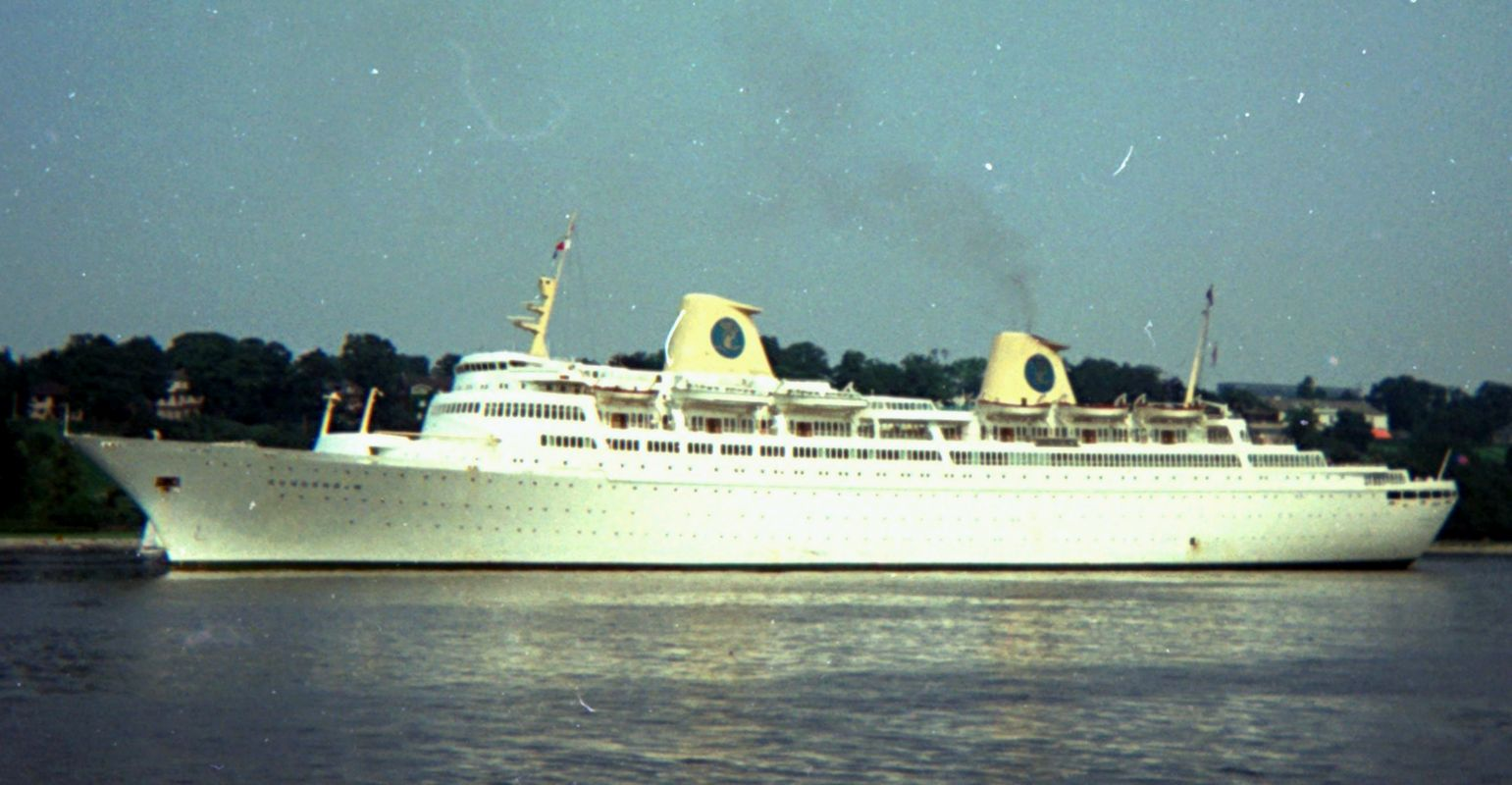
M/S Kungsholm, 1970